# Franklin Cale
Franklin Cale (Kaapstad, 10 mei 1983) is een Zuid-Afrikaans voetballer die bij voorkeur als flankspeler speelt. In 2013 verruilde hij Supersport United voor Ajax Cape Town. In 2009 maakte hij zijn debuut voor het Zuid-Afrikaans voetbalelftal.

## Interlandcarrière
Op 10 oktober 2009 maakte Cale zijn debuut voor het Zuid-Afrikaans voetbalelftal. In de vriendschappelijke wedstrijd tegen Noorwegen mocht hij zeventien minuten voor tijd invallen voor Bernard Parker.
| Interlands van Franklin Cale voor Zuid-Afrika | Interlands van Franklin Cale voor Zuid-Afrika | Interlands van Franklin Cale voor Zuid-Afrika | Interlands van Franklin Cale voor Zuid-Afrika | Interlands van Franklin Cale voor Zuid-Afrika | Interlands van Franklin Cale voor Zuid-Afrika |
| №                                             | Datum                                         | Wedstrijd                                     | Uitslag                                       | Competitie                                    | Goals                                         |
| Als speler van Ajax Cape Town                 | Als speler van Ajax Cape Town                 | Als speler van Ajax Cape Town                 | Als speler van Ajax Cape Town                 | Als speler van Ajax Cape Town                 | Als speler van Ajax Cape Town                 |
| --------------------------------------------- | --------------------------------------------- | --------------------------------------------- | --------------------------------------------- | --------------------------------------------- | --------------------------------------------- |
| 1                                             | 10 oktober 2009                               | Noorwegen – Zuid-Afrika                       | 1 – 0                                         | Vriendschappelijk                             | 0                                             |
| 2                                             | 13 oktober 2009                               | IJsland – Zuid-Afrika                         | 1 – 0                                         | Vriendschappelijk                             | 0                                             |
| Als speler van Mamelodi Sundowns              |                                               |                                               |                                               |                                               |                                               |
| 3                                             | 27 januari 2010                               | Zuid-Afrika – Zimbabwe                        | 3 – 0                                         | Vriendschappelijk                             | 0                                             |
| 4                                             | 31 maart 2010                                 | Paraguay – Zuid-Afrika                        | 1 – 1                                         | Vriendschappelijk                             | 0                                             |
| 5                                             | 24 mei 2010                                   | Zuid-Afrika – Bulgarije                       | 1 – 1                                         | Vriendschappelijk                             | 0                                             |

Bijgewerkt op 5 juni 2015